# Soda Stereo
Soda Stereo  er en rock en español-gruppe fra Argentina, dannet i 1982 i Buenos Aires.
Det er den mest succesfulde rock på spansk-gruppe[kilde mangler]

## Medlemmer
- Gustavo Cerati, sang og guitar.
- Zeta Bossio, basguitar, kor.
- Charly Alberty , Trommer.

### Tidligere medlem
- Andrés Calamaro (til 1982), piano, Keyboard.

## Diskografi
- 1984: Soda Stereo
- 1985: Nada personal
- 1986: Signos
- 1988: Doble vida
- 1990: Canción animal
- 1992: Dynamo
- 1995: Sueño Stereo